# Coweta megye
Coweta megye az Amerikai Egyesült Államokban, azon belül Georgia államban található. Megyeszékhelye és legnagyobb városa Newnan. Lakosainak száma 146 158 fő (2020. április 1.). Coweta megye Fulton, Fayette, Spalding, Meriwether, Troup, Heard és Carroll megyékkel határos.

## Népesség
A megye népességének változása:
| Lakosok száma | 127 932 | 129 453 | 130 918 | 133 180 | 138 427 | 146 158 |
|               | 2010    | 2011    | 2012    | 2013    | 2015    | 2020    |